# Bitwa pod Kraśnikiem
Bitwa pod Kraśnikiem – bitwa stoczona w dniach 23–25 sierpnia 1914 pomiędzy 1 Armią austro-węgierską pod dowództwem gen. Victora Dankla a 4 Armią rosyjską gen. barona Antona von Zalcy. Pierwsza bitwa tej wojny na południowym odcinku frontu wschodniego i pierwsze zwycięstwo austro-węgierskie.
Bitwa stanowiła pierwszy akt „ofensywy wyprzedzającej”, zaplanowanej przez szefa austriackiego Sztabu Generalnego Franza Conrada von Hötzendorf w celu zdezorganizowania rosyjskiej mobilizacji i spodziewanych działań z Królestwa Polskiego przeciwko siłom austro-węgierskim w Galicji. Razem z rozpoczętą kilka dni później bitwą pod Komarowem przesądziła ona o sukcesie tej ofensywy, która jednak wobec braku obiecywanej przed wybuchem wojny pomocy niemieckiej oraz załamania frontu we wschodniej Galicji nie mogła osiągnąć pełnego sukcesu.

## Przed bitwą
Początek działań wojennych armia austro-węgierska poświęciła na rozpoznanie kawaleryjskie w dniach 20-25 lipca nie przyniosło oczekiwanych rezultatów z powodu 400 kilometrowej długości frontu. Po jego zakończeniu, Franz Conrad von Hötzendorf wydał 1 Armii gen. Victora Dankla rozkaz przekroczenia Sanu i Tanwi.
1 Armia składała się z trzech korpusów – I krakowskiego, V pożońskiego (preszburskiego-bratysławskiego) oraz X przemyskiego, w takim też porządku jednostki te rozciągały się na linii Wisła-Frampol. Jej ruch po lewej stronie Wisły osłaniała niewielka, trzydywizyjna Grupa Armijna Kummera, która nie wzięła udziału w walkach pod Kraśnikiem. 
Przeciwko armii Dankla koncentrowała się rosyjska 4 Armia gen. barona von Zalza, składająca się z korpusu grenadierskiego XIV, XVI i XVIII korpusów armijnych w regionie rozwidlenia Wisły i Sanu w okolicach Lublina.

## Przebieg bitwy
Działania oddziałów austro-węgierskich rozpoczęły się 21 sierpnia. Dwa pierwsze dni zostały poświęcone przebyciu strefy nad Tanwią – niebezpiecznej dla nacierających wojsk z uwagi na lesisty, bagnisty teren, a także ubezpieczenie się na nowych pozycjach.
23 sierpnia 1 Armia przeszła do natarcia, a jej I Korpus odrzucił Rosjan od Wisły na 70 kilometrów w kierunku Kraśnika. Kolejnego dnia zajęto Urzędów, a 25 sierpnia wojska austro-węgierskie osiągnęły Kraśnik. Kontruderzenie przeciwnika, podjęte na linii Janów Lubelski – Frampol zostało odparte, wobec czego cała rosyjska 4 Armia znalazła się w odwrocie w kierunku północnym. Zwycięstwo oddaliło od sił austro-węgierskich groźbę oskrzydlenia od strony Wisły, a także zabezpieczyło flankę sąsiedniej 4 Armii austro-węgierskiej, umożliwiając jej operację pod Komarowem. Wskutek niepowodzenia, von Zalca został zastąpiony na stanowisku dowódcy 4 Armii rosyjskiej przez gen. Aleksieja Ewerta.
Opis bitwy został zawarty we wspomnieniach gen. Tadeusza Jordan Rozwadowskiego.

### Rola lotnictwa
Użyte samoloty w tej bitwie pokazały jego dużą operatywność K.u.K. Luftfschifferabteilung. Siły lotnicze składały się z 7 jednostek:
| Nr Jednostki              | Data od: (1914) | Miejsce Stacjonowania |
| ------------------------- | --------------- | --------------------- |
| c.k. Fliegerkompanien 1.  | 1 sierpnia      | Stanisławów           |
| c.k. Fliegerkompanien 5.  | 12 sierpnia     | Przemyśl-Żurawica     |
| c.k. Fliegerkompanien 7.  | 9 sierpnia      | Łańcut                |
| c.k. Fliegerkompanien 8.  | 11 sierpnia     | Radymno               |
| c.k. Fliegerkompanien 10. | 21 sierpnia     | Lubaczów              |
| c.k. Fliegerkompanien 11. | 18 sierpnia     | Przemyśl-Żurawica     |
| c.k. Fliegerkompanien 14. | 4 sierpnia      | Lwów                  |

Przy wykonywaniu lotów przed i w trakcie bitwy pod Kraśnikiem wymontowano broń pokładową. Liczba samolotów w poszczególnych jednostkach była różna. Maszyny na jakich latano to Lohner B „Pfeilfliger”, Lohner C „Gebirgspfeilflieger”, Aviatik B. i DFW B. Loty rozpoczęły się w przeddzień natarcia rozpoznając teren nad Wisłą i Wieprzem. Z powodu zmian kierunku marszu wojsk zmienione zostały również i loty na rejony rzeki Tanwi. 13 sierpnia zakończono rozpoznania w rejonach Sandomierz-Annopol-Krzeszów i Rudnik-Krzeszów-Tarnogród-Biłgoraj-Terespol-Zaklików.
Rozpoznania dotyczyły głównie ruchu kolejowego oraz foto-rozpoznania prac na umocnieniami polowymi. Po kilku dniach lotów silniki okazały się zawodne z powodu usterek technicznych. 16 sierpnia wykryto zwiadem lotniczym jednostki piechoty i artylerii, a następnego dnia wykryto pociąg z 50 wagonami. Na dwa dni przerwano wykonywanie lotów, a 20 sierpnia wykryto wielki transport kolejowy. 22 sierpnia ustanowiono rekord frontowy lotu przelatując 350 kilometrów w czasie 270 minut.